# Suối Cá thần

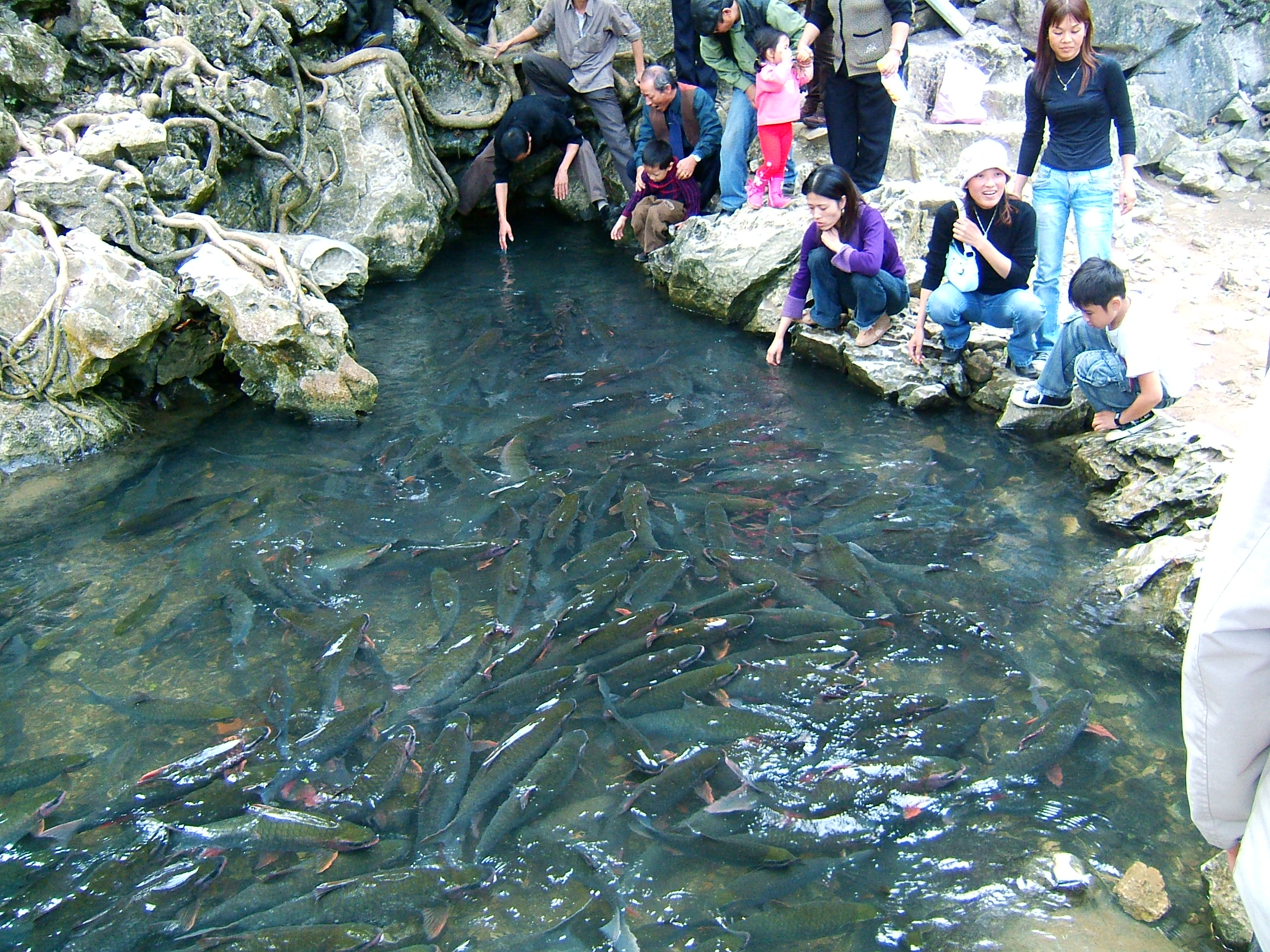
Suối cá tại chân núi Trường Sinh thuộc bản Ngọc, xã Cẩm Lương, huyện miền núi Cẩm Thủy cách trung tâm TP Thanh Hóa gần 100 km về phía tây Bắc

Suối Cá Cẩm Thủy  là một dòng suối ở miền núi phía Tây tỉnh Thanh Hóa, Việt Nam, nơi có những đàn cá tập trung sinh sống với mật độ dày đặc, được đồng bào dân tộc Mường, Thái ở địa phương gìn giữ và đã trở thành những danh lam thắng cảnh nổi tiếng của tỉnh Thanh Hóa.

## Các con suối

### Suối Cá thần Cẩm Lương
Suối Cá thần Cẩm Lương (còn gọi là Mó Ngọc) nằm bên chân núi Trường Sinh, thuộc bản Ngọc, xã Cẩm Lương, huyện miền núi Cẩm Thủy, tỉnh Thanh Hóa, (cách trung tâm thành phố Thanh Hoá 80 km về phía tây Bắc). Xã Cẩm Lương nằm ở bờ bắc sông Mã. Đàn cá ở suối cá thần này có hàng nghìn con lớn, nhỏ, mỗi con cá có thể nặng từ 2 kg đến 8 kg, có cá chúa nặng tới 30 kg, gồm các loài: Cá dốc hay cá bỗng (tên khoa học: Spinibarbichthys denticulatus, thuộc bộ Cá chép, có tên trong Sách đỏ Việt Nam); cá chài, cá mại. Hình thù các loài cá này rất lạ, màu sắc phong phú như: màu đỏ, xanh, hồng. Mỗi khi bơi, thân cá thần phát sáng nhiều màu, lấp lánh ánh bạc rất đẹp. Vào mùa nước cạn, lòng suối Ngọc chỉ sâu khoảng 20 cm đến 40 cm, nước trong vắt, có thể đưa tay xuống nước vuốt ve những con cá thần. Đây là điều hấp dẫn nên đã thu hút hàng nghìn lượt du khách đến suối cá thần Cẩm Lương mỗi năm. Bên cạnh suối cá thần, xã Cẩm Lương hiện đang còn giữ được nguyên vẹn hệ thống rừng nguyên sinh với các loài động, thực vật đặc trưng của vùng nhiệt đới, thuộc dãy núi đá vôi Pù Luông - Cúc Phương. Tuy mật độ cá dày đặc nhưng nước suối không bao giờ tanh. Người dân ở đây vẫn thường nấu ăn bằng nước của dòng suối này.
Hiện nay, đã có đường cầu treo qua sông Mã để du khách có thể qua lại dễ dàng.
Người ta tin rằng cá ở đây linh thiêng nên mọi người chỉ đến chiêm ngưỡng và cầu may, không ai đánh bắt. Đây là một địa điểm tham quan nổi tiếng của Thanh Hóa. Theo niềm tin của người dân trong vùng, đây là giống cá thần. Sự sung túc của đàn cá trên dòng suối sẽ đem lại sự bình yên no ấm cho cuộc sống của bà con dân tộc Mường, nên truyền đời người dân trong khu vực luôn gìn giữ nuôi nấng, không ai dám ăn thịt loại cá này, vì đó là hành động xúc phạm đến thần linh, chẳng những gây ra tai hoạ cho mình mà còn cho cả cộng đồng. Có thể nói rõ hơn về xã Cẩm Lương là xung quanh giáp với các xã Cẩm Thạch, Cẩm Thành, Cẩm Giang của huyện Cẩm Thủy và phía bắc giáp huyện Bá Thước. Hiện nay, đã có đường cầu treo qua sông Mã để du khách có thể qua lại dễ dàng. Suối Lương Ngọc dài hơn trăm mét, chảy từ một hang đá chân núi, đổ ra cánh đồng thung lũng nằm thoai thoải bên bờ nam sông Mã.

### Suối Cá thần Cẩm Liên
Suối Cá thần Cẩm Liên (còn được gọi là Suối Đóng hay Mó Đóng) thuộc địa phận thôn Rùng, xã Cẩm Liên, huyện Cẩm Thủy, tỉnh Thanh Hoá; cách thị trấn Cẩm Thủy 15 km về phía tây. Suối Đóng và Suối Cá thần Cẩm Lương nằm ở hai phía bờ khác nhau của Sông Mã. Nước ở mó Đóng là nguồn nước cơ bản chảy ra ruộng để bà con bản địa cấy hái, nhưng cá chẳng bao giờ bơi ra. Chúng chỉ quẩn quanh trong một diện tích chừng 500 m² rồi lại quay vào. Loài cá này được người dân Mường gọi là "cá phốôc" có hình thù mình tựa cá trắm, căng tròn ở phần giữa thân, vẩy như vẩy cá chép, lưng hơi sẫm, môi có màu phớt hồng, vây và đuôi có chấm đỏ. Đây cũng là loài cá ở suối cá thần Cẩm Lương.

### Suối Cá thần tại xã Văn Nho
Suối Cá thần tại xã Văn Nho nằm tại bản Chiềng Ban, xã Văn Nho, huyện Bá Thước, là suối cá thần thứ ba được phát hiện tại Thanh Hoá. Khu vực này nằm trong lưu vực sông Âm, một nhánh của sông Chu. Cá ở đây nặng từ 400 g đến 5 kg. Sau khi phát hiện ra suối cá, người dân sở tại đã lập bàn thờ bên cạnh khu vực hang động nằm phía trên suối cá khoảng 10 m để thờ thần cá. Từ những năm 1970, quân đội Việt Nam đã xây dựng đập chắn nước thủy lợi tại dòng suối này. Trong những năm đây, đàn cá nơi đây có dấu hiệu phát triển ngày càng nhiều. Cá ở đây cũng tương tự như loài cá được phát hiện tại hai xã Cẩm Liên và Cẩm Lương của huyện Cẩm Thủy. Toàn bộ khuôn viên khu vực hang cá Văn Nho rộng khoảng 1 ha.

## Cá thần
Có tài liệu cho rằng loài cá thần ở các suối cá nêu trên chính là cá bỗng, tên khoa học là Spinibarbus denticulatus (Ōshima, 1926). Do những yếu tố tâm linh ở đây nên người dân rất sợ ăn thịt cá. Theo Tiến sĩ Nguyễn Kiêm Sơn - Viện Sinh thái và Tài nguyên Sinh vật - cá sống ở suối “cá thần” Thanh Hóa là cá bỗng miền núi, hoàn toàn có thể ăn được và không gây độc.

## Đường đến các Suối Cá thần
Từ thành phố Thanh Hoá, có thể đến các suối Cá thần bằng ba con đường:
- Theo quốc lộ 45, đi qua phường Rừng Thông (thành phố Thanh Hóa), thị trấn Thiệu Hóa (huyện Thiệu Hóa), thị trấn Quán Lào (huyện Yên Định) đến thị trấn Vĩnh Lộc thì rẽ sang tỉnh lộ 217 đến thị trấn Cẩm Thủy, tiếp tục theo tỉnh lộ 217 khoảng 11 km đến gần hết địa phận huyện Cẩm Thủy thì rẽ phải và vượt sông Mã để vào suối Cá thần Cẩm Lương, hoặc rẽ trái để vào suối Cá thần Cẩm Liên. Nếu đi tiếp tỉnh lộ 217 đến thị trấn Cành Nàng (huyện Bá Thước) có thể đến được Suối Cá thần tại xã Văn Nho.
- Theo quốc lộ 47, đi qua phường Rừng Thông (thành phố Thanh Hóa), thị tứ Thiều (xã Dân Lý, huyện Triệu Sơn), thị trấn Lam Sơn (huyện Thọ Xuân) rồi ngược theo đường Hồ Chí Minh (đoạn quốc lộ 15A), đến thị trấn Ngọc Lặc. Từ thị trấn Ngọc Lặc rẽ sang tỉnh lộ 519 đến Cẩm Thủy để vào suối Cá thần Cẩm Lương và suối Cá thần Cẩm Liên, hoặc theo quốc lộ 15A đến thị trấn Lang Chánh, rồi đến xã Thiết Ống thì rẽ vào Suối Cá thần tại xã Văn Nho.
- Dọc Theo Tỉnh lộ 217, đi qua thị trấn Hà Trung (huyện Hà Trung), thị trấn Vĩnh Lộc (huyện Vĩnh Lộc), Cẩm Thủy để vào suối Cá thần Cẩm Lương và suối Cá thần Cẩm Liên, hoặc theo quốc lộ 15A đến thị trấn Lang Chánh, rồi đến xã Thiết Ống thì rẽ vào Suối Cá thần tại xã Văn Nho.